# (17472) Dinah
Pour les articles homonymes, voir Dinah (homonymie).
(17472) Dinah est un astéroïde de la ceinture principale.

## Description
(17472) Dinah est un astéroïde de la ceinture principale. Il fut découvert par Tsuneo Niijima et Takeshi Urata le 17 mars 1991 à Ojima. Il présente une orbite caractérisée par un demi-grand axe de 2,335 UA, une excentricité de 0,0556 et une inclinaison de 8,36° par rapport à l'écliptique.
Il fut nommé en hommage au chat d'Alice dans Les Aventures d'Alice au pays des merveilles, roman de Lewis Carroll.

## Compléments